# The Hunter (musikalbum av Mastodon)
The Hunter är det amerikanska progressiv metal-bandet Mastodons femte studioalbum, utgivet 27 september 2011 av skivbolaget Reprise Records.

## Låtlista
1. "Black Tongue" – 3:26
2. "Curl of the Burl" – 3:40
3. "Blasteroid" – 2:35
4. "Stargasm" – 4:40
5. "Octopus Has No Friends" – 3:49
6. "All the Heavy Lifting" – 4:31
7. "The Hunter" – 5:18
8. "Dry Bone Valley" – 4:00
9. "Thickening" – 4:31
10. "Creature Lives" – 4:41
11. "Spectrelight" – 3:10
12. "Bedazzled Fingernails" – 3:08
13. "The Sparrow" – 5:32

## Medverkande
Mastodon
- Troy Sanders – sång, basgitarr
- Brent Hinds – sång, sologitarr, rytmgitarr (på 'Black Tongue')
- Brann Dailor – trummor, percussion, sång
- Bill Kelliher – rytmgitarr, sologitarr (på 'Black Tongue')

Bidragande musiker
- Scott Kelly – sång (på "Spectrelight")
- Rich Morris – synthesizer, keyboard (på "Stargasm" och "Bedazzled Fingernails")
- Will Raines – synthesizer, keyboard (på "The Sparrow" och "The Hunter")
- Dave Palmer – synthesizer, keyboard (på "Creature Lives")

Produktion
- Mike Elizondo – producent, ljudmix
- Adam Hawkins – ljudtekniker
- Alexander Eremin – assisterande ljudtekniker
- Ted Jensen – mastering
- Nick Haussling – koordinator
- Donny Phillips – omslagsdesign
- A.J. Fosik – omslagskonst